# Дибич
Ди́бич (болг. Дибич) — село в Шуменській області Болгарії. Входить до складу общини Шумен.

## Населення
За даними перепису населення 2011 року у селі проживали 1019 осіб.
Національний склад населення села:
| Національність   | Кількість осіб | Відсоток |
| ---------------- | -------------- | -------- |
| болгари          | 938            | 94,4%    |
| цигани           | 28             | 2,8%     |
| турки            | 14             | 1,4%     |
| Всього відповіли | 994            |          |

Розподіл населення за віком у 2011 році:
Динаміка населення: